# Magistralinis kelias A2
A2 ist eine Fernstraße in Litauen. Sie ist ein Teil der Europastraße 272.

## Verlauf

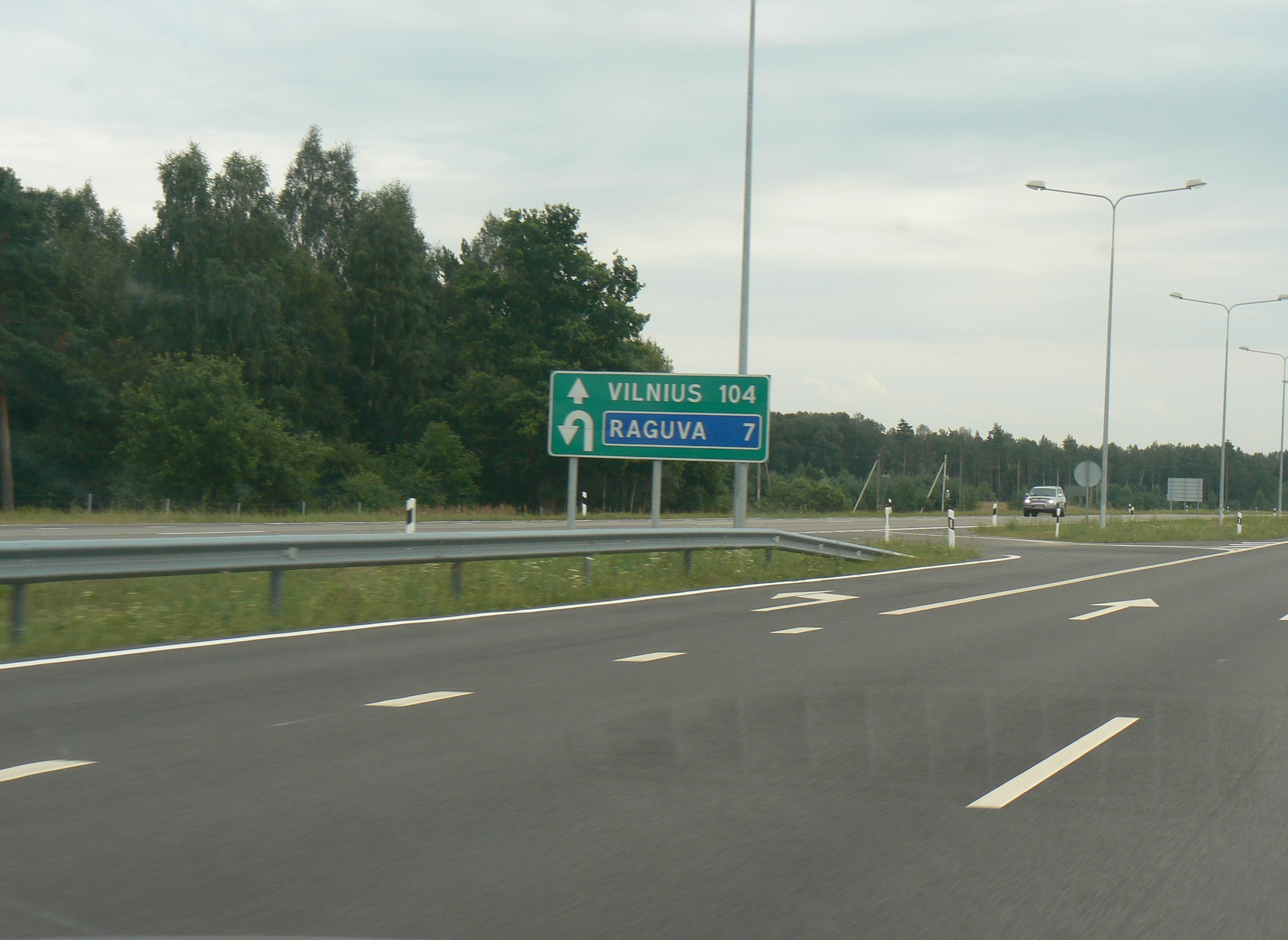
Wendestelle auf der Straße (2010)

Die Straße beginnt in der Hauptstadt Vilnius und führt über Širvintos (Schirwindt) und Ukmergė, wo sie die Fernstraße Magistralinis kelias A6 kreuzt, nach der Stadt Panevėžys. Südlich dieser Stadt trifft sie an einem Kleeblatt auf die diese westlich umgehende Fernstraße Magistralinis kelias A17 und die nach Süden abzweigende Magistralinis kelias A8. 
Die Länge der größtenteils autobahnähnlich und vierstreifig ausgebauten Straße beträgt rund 136 km.